# Sapporo Dome
Sapporo Dome (札幌ドーム Sapporo Dōmu) là một sân vận động có mái che nằm ở Sapporo, Hokkaidō, Nhật Bản. Sân được sử dụng chủ yếu cho các trận đấu bóng đá. Đây là sân nhà của đội bóng chày Hokkaido Nippon-Ham Fighters từ 2004 đến 2022 và câu lạc bộ bóng đá Hokkaido Consadole Sapporo. Đây là một trong những sân vận động bóng đá được lên kế hoạch cho Thế vận hội Mùa hè 2020. Sân đã tổ chức lễ khai mạc Đại hội Thể thao Mùa đông châu Á 2017 và được sử dụng cho 2 trận đấu của Giải vô địch bóng bầu dục thế giới 2019. Sân vận động này cũng là địa điểm tổ chức các trận đấu tại Giải vô địch bóng đá thế giới 2002.

## Thông tin chi tiết
- Tên: Sapporo Dome
- Sức chứa: 41.484 / 40.476
- Đội nhà: Consadole Sapporo (bóng đá)
- Hoàn thành: tháng 3 năm 2001
- Địa điểm: Thành phố Sapporo, Hokkaido, Nhật Bản
- Diện tích xây dựng: 53.800 m², tổng diện tích sàn: 92.453 m²
- Đường kính mái: 245 m, độ nghiêng lớn nhất: góc 30°
- Kiến trúc sư: Hiroshi Hara

## Lịch sử

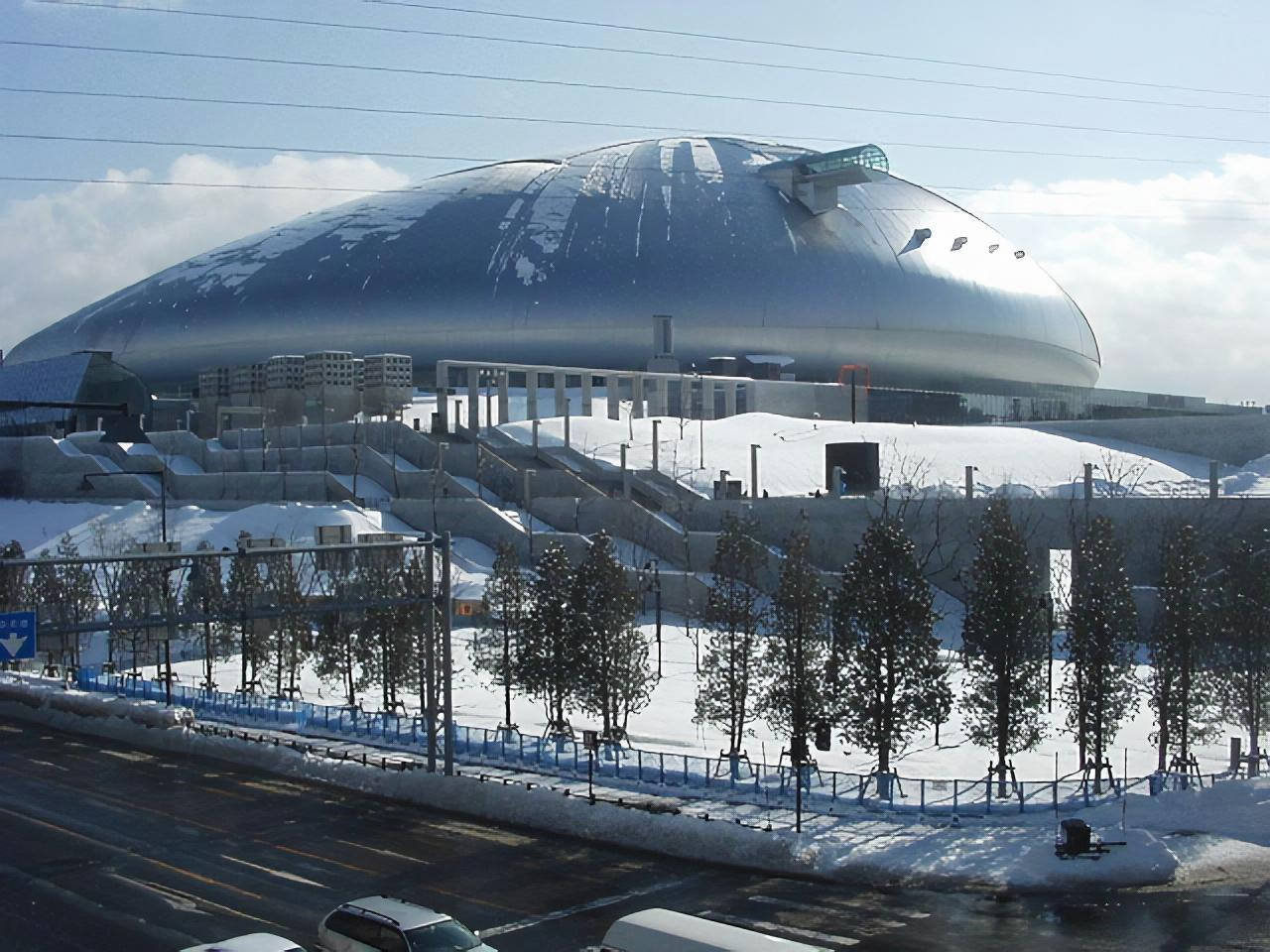
Sân vận động vào mùa đông

Sapporo Dome mở cửa vào năm 2001 với 41,580 chỗ ngồi. Sân vận động đã được dùng để tổ chức 3 trận đấu tại Giải vô địch bóng đá thế giới 2002 - Đức đấu với Ả Rập Xê Út, Argentina với Anh và Ý với Ecuador - và cả ba trận đều là ở vòng loại.
Sân vận động đã được dùng để tổ chức lễ khai mạc 2007 FIS Nordic World Ski Championships vào ngày 22 tháng 2 năm 2007 và lễ bế mạc vào ngày 4 tháng 3 cùng năm. Nó cũng đã làm nên lịch sử khi là sân vận động đầu tiên mà các sự kiện trượt tuyết trong nhà lẫn ban đêm đã diễn ra lần đầu tiên tại giải vô địch thế giới cũng như Thế vận hội Mùa đông với các cuộc thi trượt tuyết xuyên quốc gia (nam - nữ cá nhân và nam - nữ đồng đội) và sự kiện chạy nước rút 7,5 km xuyên quốc gia tại Nordic Combined. Để tạo ra tuyết, sân vận động đã sử dụng một hệ thống chuyển đổi dao động của mặt sân để tạo điều kiện thuận lợi cho quá trình tạo tuyết trong các cuộc thi đấu trượt tuyết. Đối với các giải vô địch, chỗ ngồi được giảm xuống còn 30.000.
Vào cuối năm 2009, việc nâng cấp sức chứa lên tới 53.796 đã được hoàn thành. Ngoài ra, còn có thêm không gian cho các cửa hàng thực phẩm, một màn hình video, hai phòng thay đồ (để sử dụng trong các trận đấu của NFL World Series) và khu vực truyền thông là một phần của tòa nhà văn phòng mới gắn liền với sân vận động. Vì những đổi mới, diện tích bề mặt của sân chính đã bị giảm xuống để tăng số lượng chỗ ngồi lên.

## Sân trượt

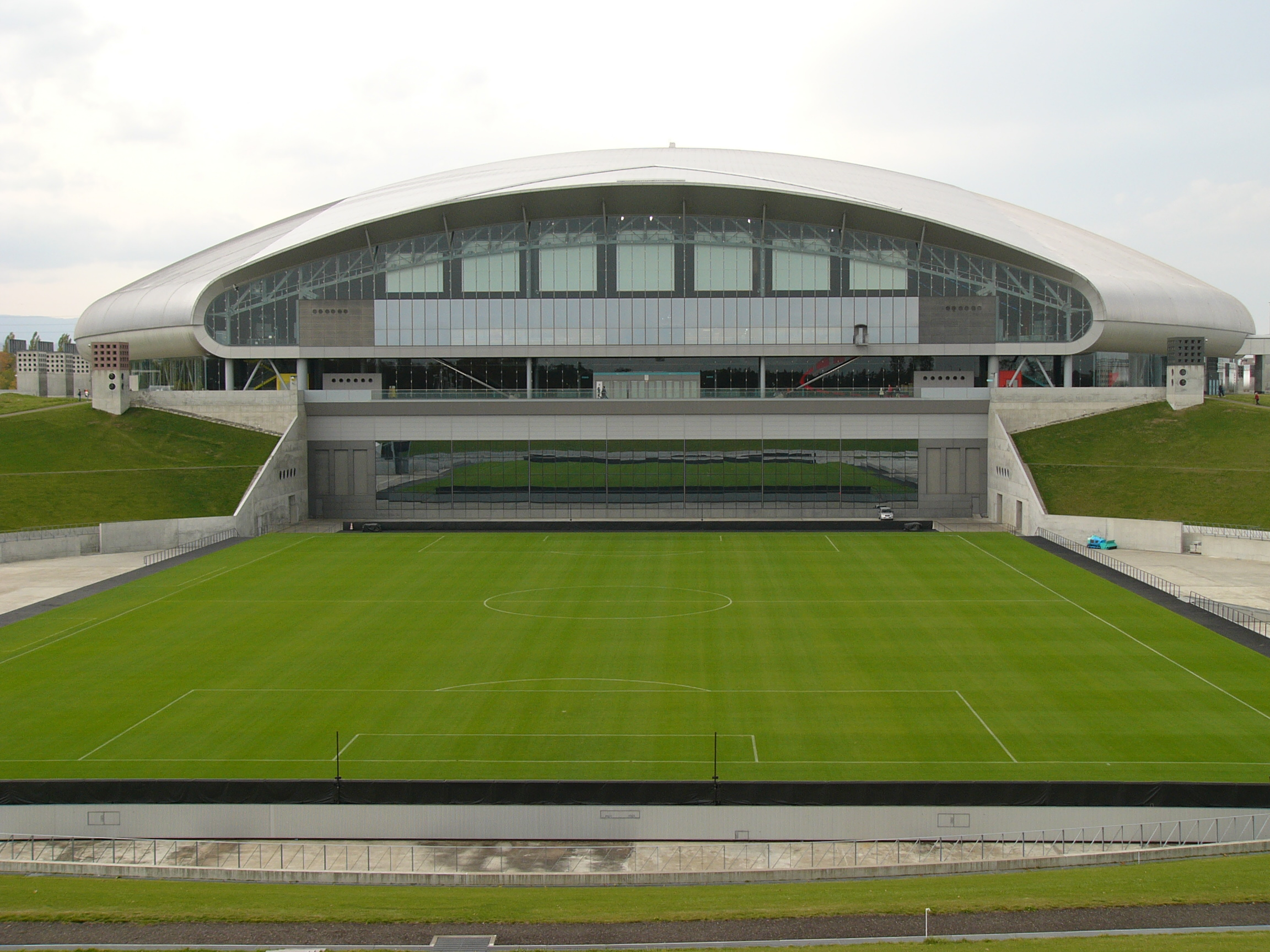
Phần sân cỏ có thể thu vào nhìn từ bên ngoài sân vận động

Sân vận động đặc biệt thú vị ở chỗ nó có thể thay đổi hai bề mặt sân hoàn toàn khác nhau. Bóng chày được chơi trên một sân cỏ nhân tạo, còn bóng đá thì được tổ chức trên một sân cỏ tự nhiên, 2 sân này có thể trượt ra, vào khỏi sân vận động khi cần thiết. Một số sân vận động khác cũng có tính năng trượt như sân Veltins-Arena ở Đức, GelreDome ở Hà Lan và University of Phoenix Stadium ở Hoa Kỳ, tuy nhiên, không giống như ba sân vận động kia, Sapporo Dome có một mái nhà cố định.
Việc chuyển đổi từ sân bóng chày sang sân bóng đá bắt đầu với việc cất trữ cỏ nhân tạo của sân bóng chày. Sau khi hoàn tất, tập hợp các khán đài thấp hơn xoay từ vị trí chéo góc sân bóng chày đến một vị trí song song. Tập hợp các chỗ ngồi chính của sân vận động thu lại sau đó, và sân bóng đá được trượt ra. Các ghế thấp sau đó xoay 90 độ. Việc chuyển đổi từ sân bóng đá thành sân bóng chày xảy ra ngược lại. Do sự rút ngắn chỗ ngồi, sân vận động chỉ có sức chứa 40.476 cho các cuộc thi đấu bóng chày.

## Đường đi
Tōhō Line: 10 phút đi bộ từ Fukuzumi Station.

## Giải vô địch bóng đá thế giới 2002
Sân vận động là một trong những địa điểm của Giải vô địch bóng đá thế giới 2002, và đã tổ chức các trận đấu sau:
| Ngày               | Đội #1    | Kết quả | Đội #2      | Vòng   | Khán giả |
| ------------------ | --------- | ------- | ----------- | ------ | -------- |
| 1 tháng 6 năm 2002 | Đức       | 8–0     | Ả Rập Xê Út | Bảng E | 32.218   |
| 3 tháng 6 năm 2002 | Ý         | 2–0     | Ecuador     | Bảng G | 31.081   |
| 7 tháng 6 năm 2002 | Argentina | 0–1     | Anh         | Bảng F | 35.927   |